# Violetta Wejs-Milewska
Violetta Wejs-Milewska (ur. 17 lipca 1960 w Drohiczynie) – polska literaturoznawczyni, dr hab. nauk humanistycznych, profesor nadzwyczajny i kierownik Zakładu Filologicznych Badań Interdyscyplinarnych Wydziału Filologicznego Uniwersytetu w Białymstoku.

## Życiorys
W 1983 ukończyła studia w zakresie filologii polskiej na Filii Uniwersytetu Warszawskiego w Białymstoku, natomiast 13 marca 2001 obroniła pracę doktorską Wizja kryzysu świata i człowieka w twórczości Czesława Straszewicza, 5 marca 2014 habilitowała się na podstawie oceny dorobku naukowego i pracy zatytułowanej Wykluczeni – wychodźstwo, kraj. Studia z antropologii emigracji polskiej XX wieku (idee, osobowości, instytucje).
Objęła stanowisko profesora nadzwyczajnego i kierownika w Zakładzie Filologicznych Badań Interdyscyplinarnych na Wydziale Filologicznego Uniwersytetu w Białymstoku.

## Publikacje
- 2001: Pióra w ukropie i pióra suche: wokół eseju Czesława Straszewicza „Pióra w ukropie albo strach nami rządzi
- 2011: Rzeczy teatralne: Tymon Terlecki w londyńskim studiu Radia Wolna Europa
- 2014: Elżbieta Feliksiak (1937-2015) Uniwersytet w Białymstoku
- 2017: Józef Czapski mniej znany